# Oia

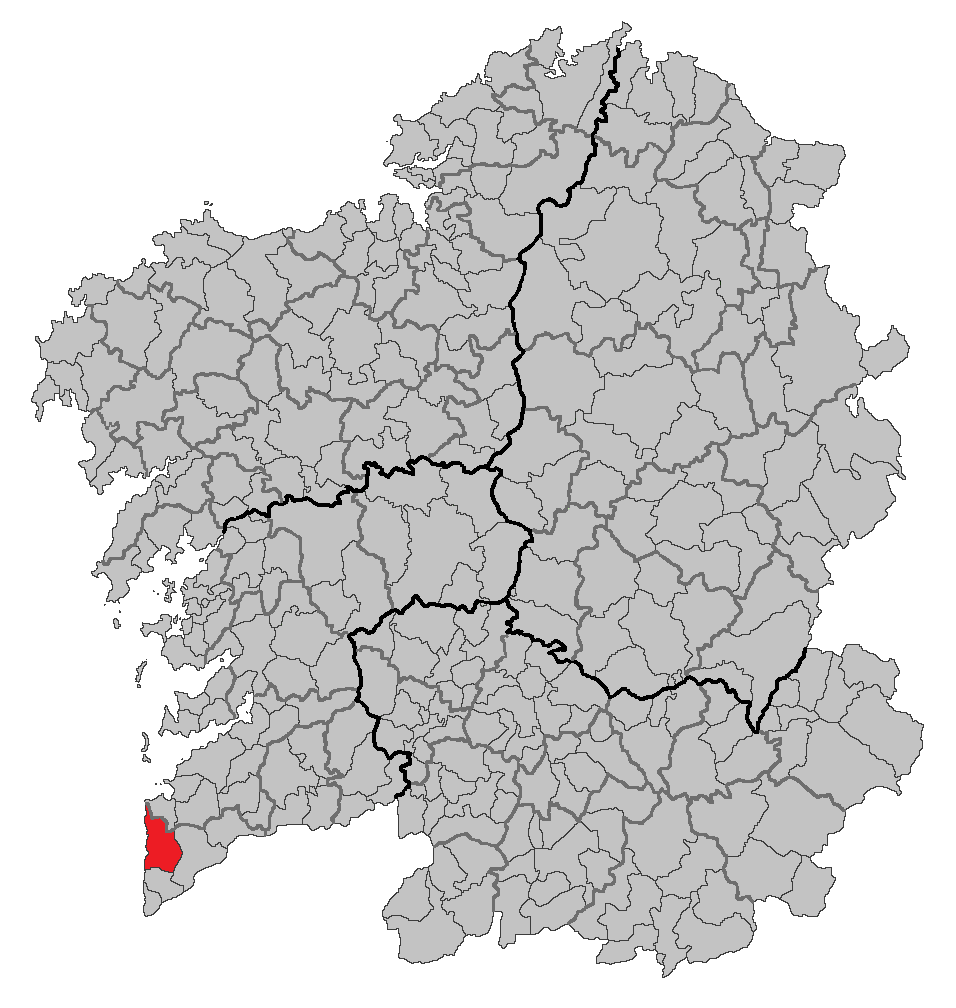
Localização de Oia

Oia (em espanhol, Oya) é um município da Espanha na província de Pontevedra, comunidade autónoma da Galiza, de área 83 km² com população de 3038 habitantes (2005) e densidade populacional de 34,83 hab/km².

## Demografia
| Variação demográfica do município entre 1991 e 2004 | Variação demográfica do município entre 1991 e 2004 | Variação demográfica do município entre 1991 e 2004 | Variação demográfica do município entre 1991 e 2004 |
| --------------------------------------------------- | --------------------------------------------------- | --------------------------------------------------- | --------------------------------------------------- |
| 1991                                                | 1996                                                | 2001                                                | 2004                                                |
| 3160                                                | 3156                                                | 2995                                                | 2912                                                |